# Ulla Colliander

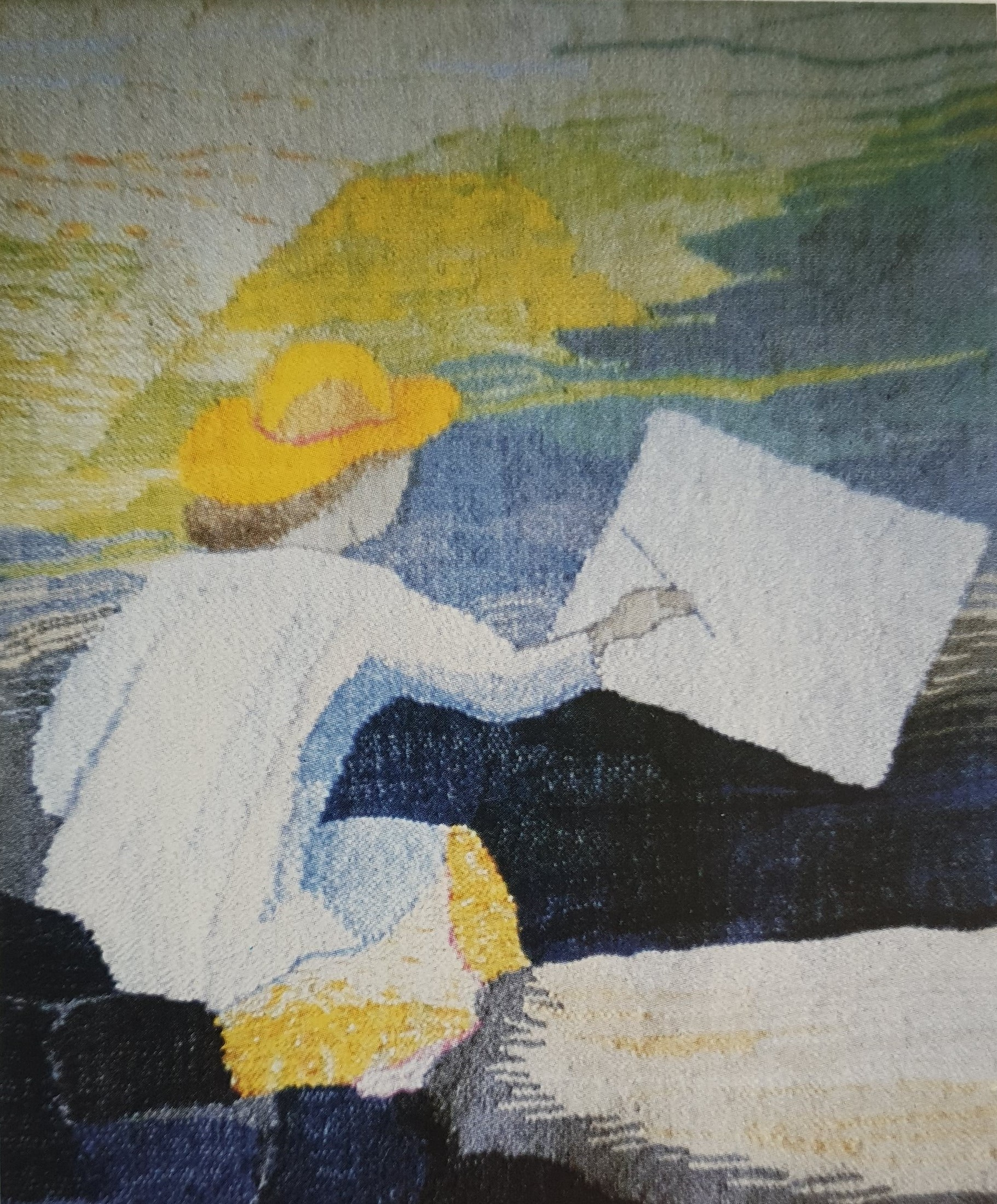
"Konstnären själv"

Ulla Valerie Colliander, född Norman 9 november 1940, är en svensk textilkonstnär. 

## Biografi
Ulla Colliander växte upp på Lidingö, där hon också avlade studentexamen. Hon studerade vid Nyckelviksskolan och Konstfack för att sedan komplettera med konstvetenskap och bildterapi för barn vid Stockholms universitet.
Mellan 1981 och 1984 bodde hon och hade sin textilverkstad i skolhuset i byn Barknåre i Hållnäs i Tierps kommun. Hon hade får och kardade ull på beställning. Därifrån flyttade hon till Stockholm. Sedan 1999 bor hon i kollektivhuset Sockenstugan i Skarpnäck, Stockholm.
Ulla Colliander har varit verksam som textilkonstnär men hon har även arbetat som textillärare och i olika kulturprojekt med barn. 1996 – 2020 arbetade hon som konstnärlig ledare för funktionshindrade konstnärer.
Under många år var hon engagerad i ett hjälpprojekt för ett barnhem i Lettland.
Ulla Colliander tilldelades Stockholms stads konstnärsbidrag 1984.[källa behövs]

## Konstnärlig verksamhet
Ulla Colliander har framför allt arbetat ned textiltryck, applikationer och gobelänger, men även med industriell formgivning som bäddtextilier och ryamattor.
Colliander var med i Konstnärernas kollektivverkstad från starten 1969 och deltog i uppbyggandet av textilavdelningen med bland annat ett 30 meter långt tryckbord. Här var hon verksam till cirka 2010.
Colliander var medgrundare av Textilgruppen 1973. I lokalen på Hornsgatan 6 i Stockholm deltog hon i många utställningar fram till 1985.
Via Konstnärscentrum fick hon offentliga uppdrag där hon samarbetade med inredningsarkitekten Monika Bergh. Bland annat har hon gjort tryckta ridåer till skolor samt gobelänger och applikationer till företag, bankkontor och försäkringskassekontor. Hennes tryckta får - inspirerat av fåren i Hållnäs - har i olika versioner spridits till barnstugor runt om i landet. Många landsting har köpt in textiltryck och vävnader som utsmyckning på sjukhus och vårdcentraler.[källa behövs]  
Konstverket "Himlen är full av fåglar" ingick i KLF-gåvan till Vår gårds femtioårsjubileum 1975.
1978 var Colliander medarrangör till vandringsutställningen ”Alla tiders mönster" på Kulturhuset, Stockholm m.fl. platser.
1979 bildade hon arbetsgruppen Textil4 tillsammans med Ann-Marie Granhammer, Lisbet Hagstrand och Anita Ullerstam. Gruppen utförde utsmyckningsuppdrag och ordnade utställningar över hela landet.
På beställning från Statens konstråd gjorde hon 1983 ett stort textiltryck med applikationer ”När Eldkvarn brann” till Brännkyrka brandstation.
Hon har gjort gobelängen ”Gullregn med fågelfrö” för Mälarhöjdens kyrka 1994,  en tryckt ridå i Mälarhöjdsskolans aula och vävda pelare i Uppenbarelsekyrkan, Hägersten.
Ulla Colliander är representerad på Röhsska museet i Göteborg och i Designarkivet.
Förutom ett flertal separatutställningar har hon bland annat deltagit i samlingsutställningar i Södertälje konsthall, Umeå museum, Örebro museum, Röhsska konstslöjdsmuseet i Göteborg 1983, samt i Stockholm: Galleri Dr Glas 1970, Thielska galleriet 1972, Konstnärshuset 1973 och Galleri Heland.
Hon har också ställt ut på Sveriges kulturcentrum i Bryssel respektive Paris, IMF i Washington och Nordens hus, Reykjavik. 

## Textilverk

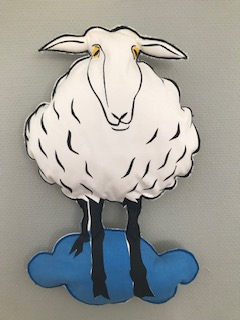
"Fåret i Barknåre"
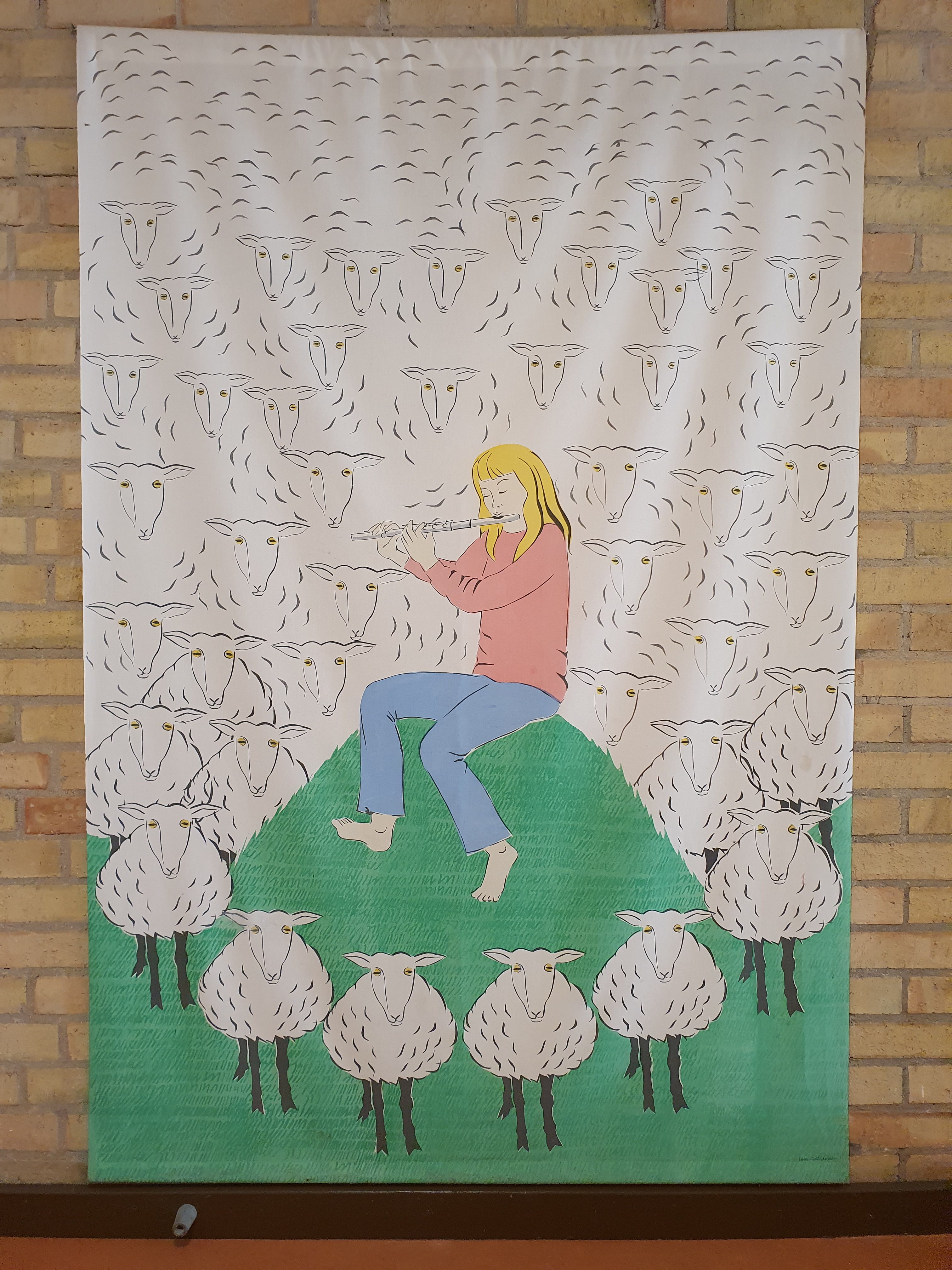
"Flöjtspelerskan och fåren"
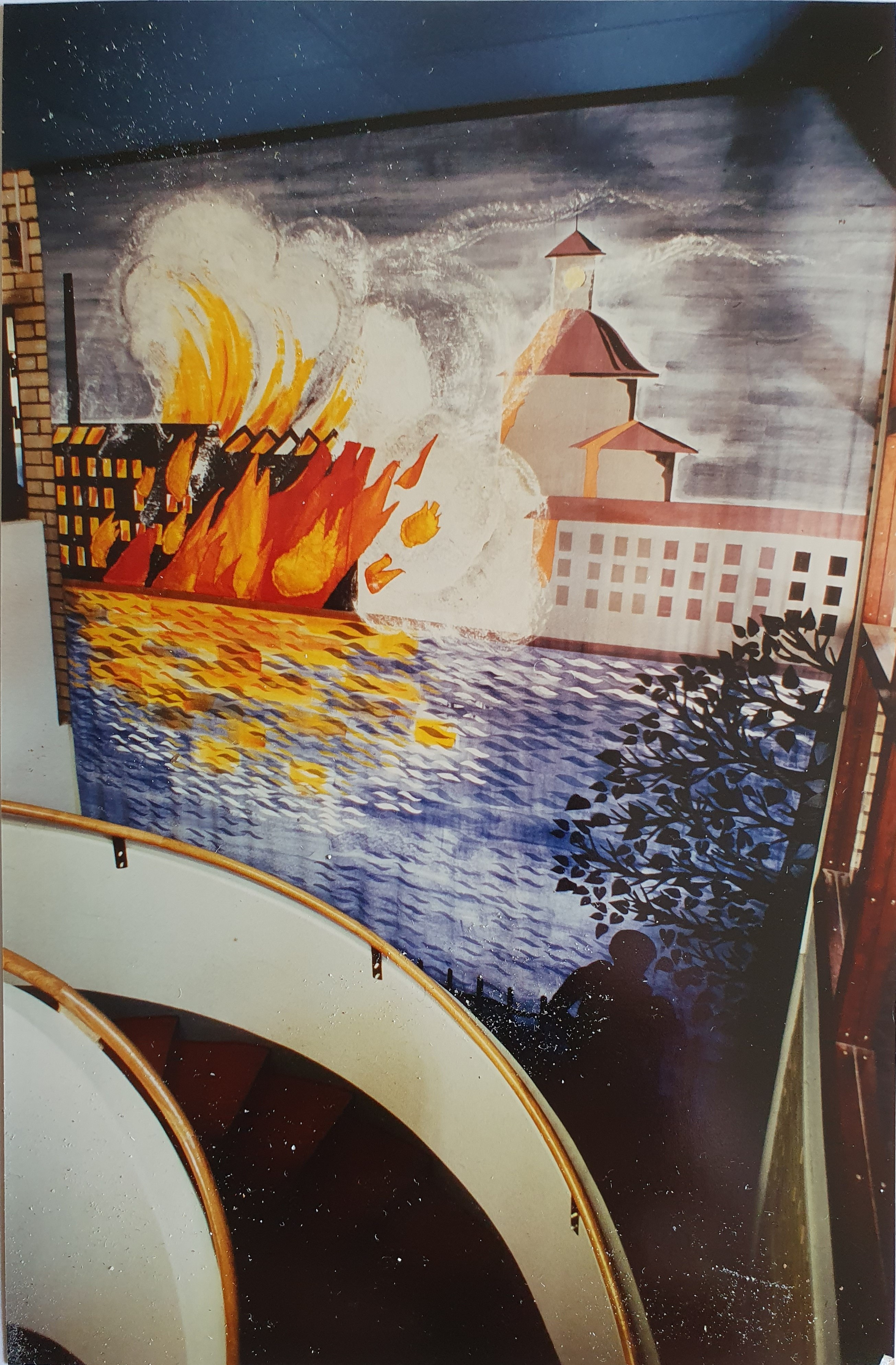
"När Eldkvarn brann" Brännkyrka brandstation
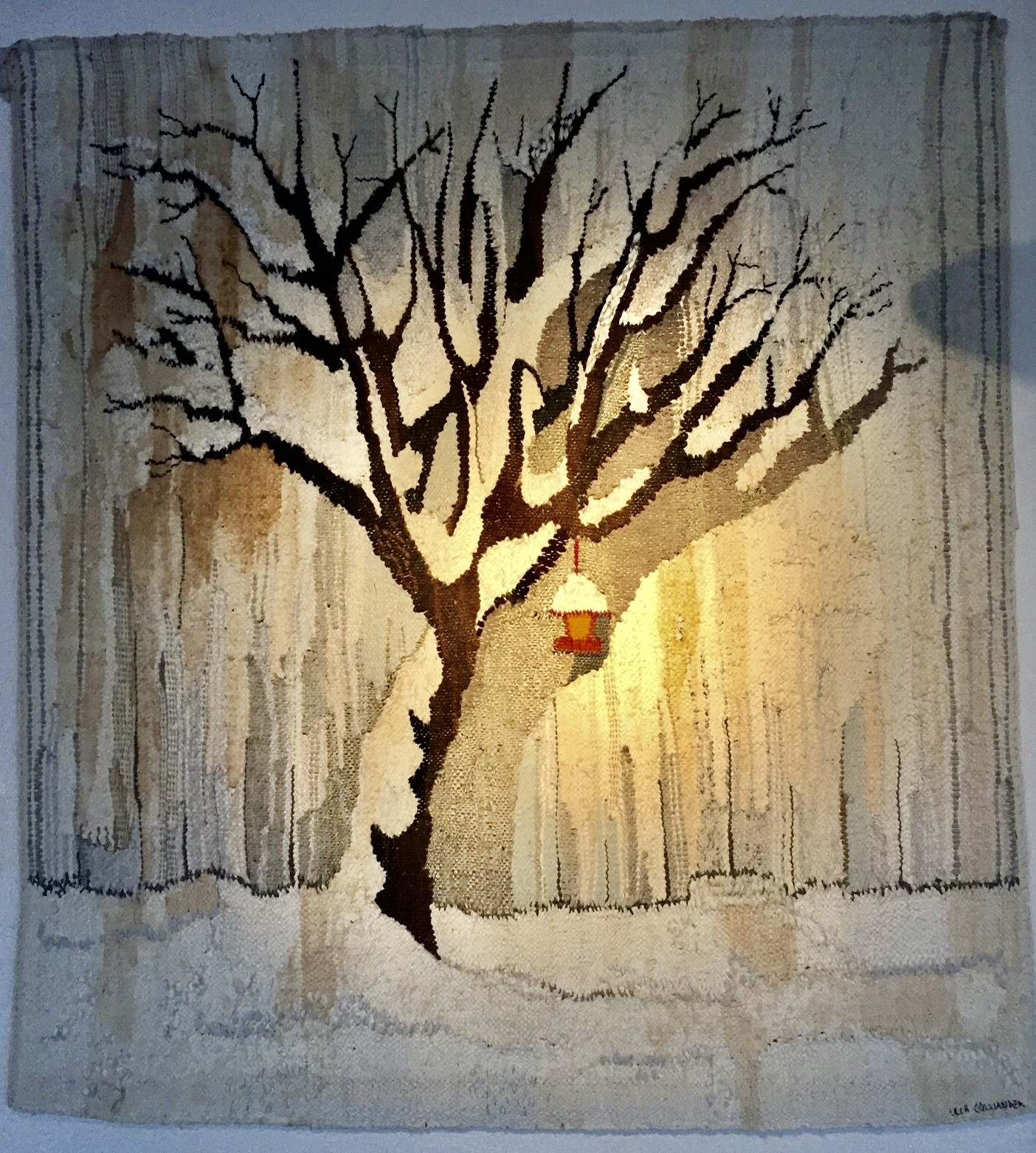
"Gullregn med fågelfrö" Gobeläng i Mälarhöjdens kyrka
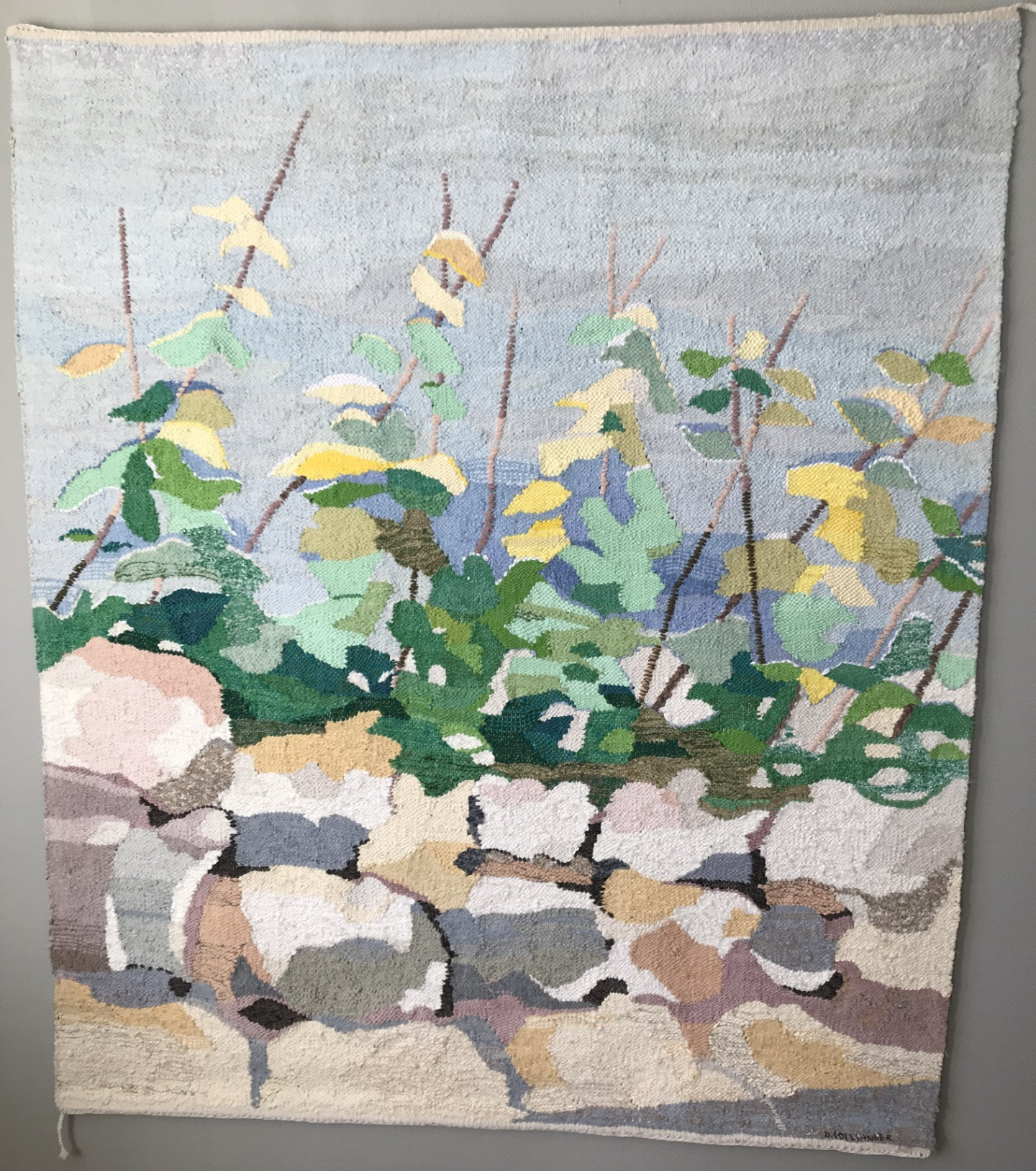
"Muren". Väv